# Malthinus kaschmirensis
Malthinus kaschmirensis es una especie de coleóptero de la familia Cantharidae.

## Distribución geográfica
Habita en Kashmir (India).